# エルンスト・フォン・ヴァイツゼッカー

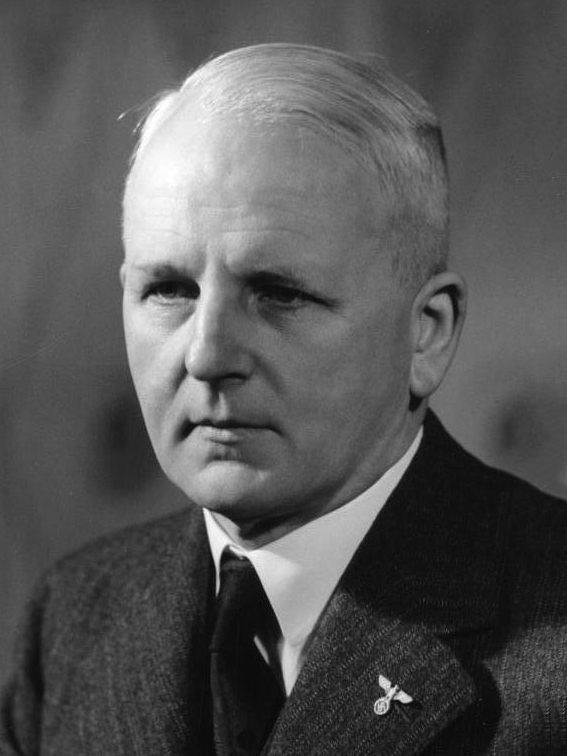
Ernst von Weizsäcker, 1938

エルンスト・フォン・ヴァイツゼッカー男爵（Ernst Freiherr von Weizsäcker、1882年5月25日 - 1951年8月4日）は、ドイツ国の外交官。親衛隊（SS）の名誉隊員でもあり、最終階級は親衛隊少将（SS-Brigadeführer）。爵位は男爵（Freiherr）。ニュルンベルク継続裁判において戦犯となった。数学者・哲学者のカール・フリードリヒ・フォン・ヴァイツゼッカー、後のドイツ連邦共和国（西ドイツ）大統領のリヒャルト・フォン・ヴァイツゼッカーの父にあたる。

## 経歴
シュトゥットガルトに、ヴュルテンベルク王国の宰相となるカール・フォン・ヴァイツゼッカー男爵の子として生まれる。1900年、帝国海軍に所属し、1916年には男爵の爵位を与えられた。1917年に第一次世界大戦に従軍して一級鉄十字章及び二級鉄十字章を授与される。
1920年にヴァイマル共和政下のドイツ外務省に入り、1930年代をオスロとベルンで勤務。1938年に勧められてナチス党員となり、SSに入る。リッベントロップ外相の下で外務次官を務める。ヴァイツゼッカーはドイツの戦争も辞さない外交政策に反対し、「チェコスロバキア問題は大戦につながりかねない」として上司のリッベントロップに懸念を伝えている。
チェコスロバキア問題を契機にヴァイツゼッカーは参謀総長フランツ・ハルダー、前参謀総長ルートヴィヒ・ベック、諜報部長ヴィルヘルム・カナリス、元ライプツィヒ市長カール・ゲルデラーらによる反戦・反ナチス抵抗運動に参加した。皮肉にもドイツがソビエト連邦との外交交渉で独ソ不可侵条約の締結をとりまとめる際に外務次官として関わり、ポーランドをソ連とドイツで分割する密約をかわし、これが結果的に第二次世界大戦を引き起こす事になった。
1942年には親衛隊名誉准将に昇進、さらに1943年から1945年まで特命全権大使としてバチカンに駐在した。ドイツ軍がイタリアを占領した際には「バチカンは占領せぬよう」に総統アドルフ・ヒトラーに取り成している。
敗戦後の1947年に連合軍により逮捕され、ニュルンベルク継続裁判の大臣裁判にかけられた。ヴァイツゼッカーは開戦時の外務次官であり「侵略戦争を指導した」とされ、そしてフランスのユダヤ人をアウシュヴィッツ＝ビルケナウ強制収容所へ移送するのに協力したことで、平和に対する罪、人道に対する罪などで有罪を求刑される。対してヴァイツゼッカー側の弁護士は、「ヴァイツゼッカーはアウシュヴィッツがユダヤ人の殺害を目的に作られていたことを知らなかった」と反論した。
判決では3人の裁判官は無罪としたものの有罪となり、7年の懲役刑に処せられた。同年に5年の刑に短縮され、翌年の1950年には恩赦で釈放された。その後、自らの反戦・反ナチス抵抗運動についての回顧録を出版した。1951年にバイエルン州リンダウで脳梗塞により死去した。